# D 575 (Türkei)
Die Straße D 575 (Devlet yolu 575) ist eine 83 km lange Straße in der Türkei. Sie verbindet Altınova mit Bursa. Der frühere weitere Abschnitt zwischen Bursa und Mudanya hat seinen Charakter als Staatsstraße verloren.

## Verlauf
Die Straße beginnt an der Provinzgrenze Kocaeli/Yalova als Fortsetzung der D 130 und führt zunächst am Südufer des Marmarameers nach Westen über Çiftlikköy in die Provinzhauptstadt Yalova. Sie quert dabei die Autobahn Otoyol 5 (Europastraße 881), die über die Osman-Gazi-Brücke den Golf von İzmit überquert. In Yalova verlässt sie die Küste und führt in südlicher Richtung nach Orhangaziam Westende des Sees İznik Gölü. Dort zweigt die am Nordufer dieses Sees entlang führende D 150 nach Osten ab. Die Straße kreuzt nun zweimal die Autobahn Otoyol 5 und führt durch Gemlik und weiter zur Ringstraße von Bursa (Europastraße 90) in Nilüfer.